# مصفوفة ميكروية خلوية
المصفوفة الميكروية الخلوية هي أداة مخبرية تسمح بإجراء تجارب متعددة على الخلايا الحية على السطح الصلب الداعم. القطعة الداعمة تسمى أحياناً «رقاقة» يوضع عليها بقع من مواد مختلفة مثل أجسام مضادة ،بروتينات أو دهنيات التي تتفاعل مع الخلايا مما يمكن من التقاطها عند نقاط معينة. مزيج المواد المختلفة ممكن أن يوضع في بقعة معينة معطاة، لايمكن فقط من الالتقاط الخلوي عندما يحدث تفاعل معين بل كذلك استثارة استجابة خلوية، تغيير في النمط الظاهري أو اكتشاف استجابة الخلايا مثل معامل الإفراز الخاص. كمثال عن المصفوفات الميكروية الخلوية هو PMHC cellular microarray. تم تطوير المصفوفات الميكروية الخلوية من قبل Daniel Chen ،Yoav Soen،Dan Kraft، Patrick Brown،و Mark Davis في المركز الجامعي الطبي في ستانفورد.